# Secreto de amor
Secreto de amor es una serie de televisión de telenovela estadounidense-venezolana, producida por Venevisión International (Venezuela) y coproducida por Fonovideo (Estados Unidos) para Univisión en el año 2001 Libreto original de Alberto Gómez. Inspirada en la radionovela La galleguita de Inés Rodena.
Protagonizada por Scarlet Ortiz y Jorge Aravena; con las participaciones antagónicas de Aura Cristina Geithner y Astrid Gruber. Cuenta además con las actuaciones estelares de Jorge Luis Pila, Carla Ortiz, Astrid Carolina Herrera, Ariel López Padilla y Anna Silvetti.

## Sinopsis
Ambientada en Miami y en Caracas, 'Secreto de Amor' es la historia de María Clara, una muchacha moderna; trabajadora y dispuesta a dar la cara por su pequeña familia. La bella joven está a punto de hacer realidad su sueño, el de casarse con su novio de siempre; Carlos Raúl Fonseca, un humilde mecánico de barrio. A tan solo veinte días para la boda, Carlos Raúl es despedido de su trabajo y le pide a María Clara que aplacen la boda, pues él tiene planes de viajar a Miami en busca de un futuro mejor para ambos. Es así como Carlos Raúl viaja a los Estados Unidos en busca de un gran sueño. María Clara queda desolada, y aún más, cuando, poco después, su madre muere repentinamente del corazón. María Clara, sintiendo que su mundo se ha derrumbado, decide seguir el consejo de su madrina Coralia y viajar a Miami a buscar a su novio. Pero lo que menos imagina, es que ya en la vida de Carlos Raúl existe otra: Bárbara Serrano Zulbarán, una mujer altiva, dueña de una gran belleza y también, de una inmensa fortuna. Bárbara enloquece de amor por Carlos Raúl y rápidamente lo asciende en la cadena de hoteles de los cuales ella es dueña. De la noche a la mañana, Carlos Raúl deja de ser un joven humilde para convertirse en alguien importante que disfruta de todos los lujos de un millonario. Bárbara y Carlos Raúl lo preparan todo para casarse, justo cuando a Miami llega María Clara, lista para encontrarse con su gran amor.

## Elenco
- Scarlet Ortiz - María Clara Carvajal / María Clara Roldán "La costurera"
- Jorge Aravena - Carlos Raúl Fonseca
- Aura Cristina Geithner - Bárbara Serrano Zulbarán
- Astrid Gruber - Vilma Altamirano Santana
- Jorge Luis Pila - Lisandro Serrano Zulbarán
- Griselda Noguera - Doña Prudencia Santana vda. de Zulbarán
- Carla Ortiz - Andrea Ferrer Carvajal
- Yul Bürkle - Braulio Viloria
- Astrid Carolina Herrera - Yesenia Roldán
- Elluz Peraza - Teresa Carvajal
- Ariel López Padilla - Dr Ricardo Sandoval
- Anna Silvetti - Victoria Vda. de Viloria
- Lino Ferrer - Florencio Gordoño
- Gabriela Rivera - Federica Roldán
- Yadira Santana - Coralia Hernández
- Adriana Cataño - Elisa Ferrer
- Chao - Ramiro
- Ana Karina Casanova - Erika
- Sandro Finoglio - Luciano Ibáñez
- Claudia Reyes - Melisa Padilla
- Humberto Rossenfeld - Reinaldo Viloria
- Vivian Ruiz - Juliana Linares
- Zúrich Valera - Natalia Díaz
- Reinaldo Cruz - Erasmo Ferrer
- Anette Vega - Luna
- Luis Masias - Alexander Ríos
- Hans Christopher - Amado Cáceres
- Yina Vélez - Inés Lara
- Jimmie Bernal- Gilberto
- Diana Quijano - Isolda García
- Johnny Nessy - Larry García
- Carlos Mesber - Alfonso "Turco"
- Lisbeth Manrique - Lluvia Linares
- Carolina Vielma - Pierina Mancilla
- Anthony Álvarez - Osvaldo Rosales "El ángel blanco"
- Jorge Martínez - Donatello
- Alicia Machado - ella misma

## Producción
- Libreto original de: Alberto Gómez
- Inspirada en la radionovela de Inés Rodena, La galleguita.
- Adaptación: Omaira Rivero
- Música incidental: Alejandro Campos
- Tema de entrada: "Secreto de amor"
- Canta-Autor: Joan Sebastian
- Directores de fotografía: Eduardo Dávila, Reinaldo Figueroa
- Director de arte: Raúl de la Nuez
- Jefe de producción: Gemma Lombardi
- Directores: Yaky Ortega, Freddy Trujillo
- Director ejecutivo: Arquímedes Rivero
- Productor ejecutivo: Alfredo Schwarz

## Otras versiones
- Amor sin condiciones, telenovela producida por Tv Azteca en 2006, protagonizada por Mariana Ochoa y Alberto Casanova